# Keijō
1910–1945
Entités précédentes :
- Hanseong (Empire coréen)

Entités suivantes :
- Séoul (gouvernement militaire de l'armée des États-Unis en Corée)

Keijō (京城), ou Gyeongseong (경성), est la capitale administrative de Corée durant la domination japonaise (1910-1945) et correspond à l'actuelle Séoul, la capitale de Corée du Sud.

## Histoire

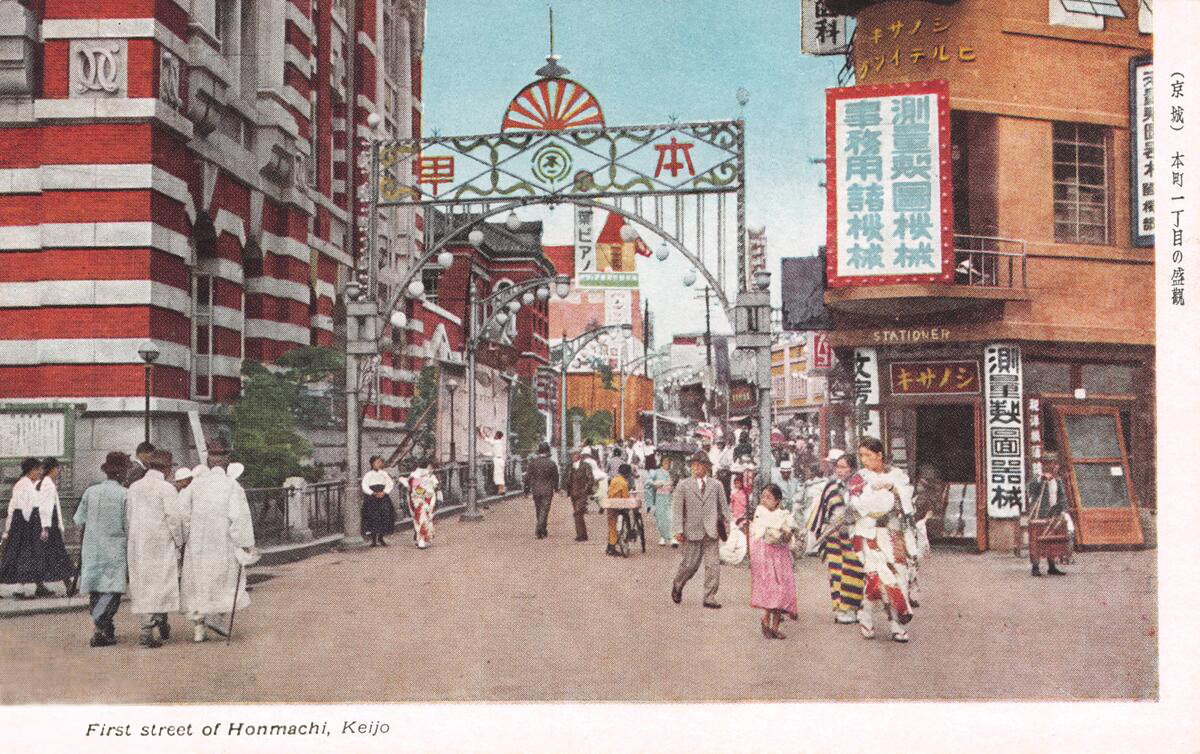
La rue Hommachi de Keijō dans les années 1930.

Lorsque l'empire du Japon annexe l'Empire coréen, il fait de Hanseong la capitale coloniale et renomme la ville Keijō, ce qui signifie littéralement « capitale ». Les Coréens l'appellent quant à eux Gyeongseong. La ville compte 2 quartiers : Keijō elle-même et Ryusan-ku. Elle fait partie de la province du Gyeonggi, au lieu d'être une ville ou une préfecture indépendante comme durant la période Joseon ou de nos jours. En 1914, plusieurs districts extérieurs de la préfecture sont annexés au comté voisin de Goyang (actuelle ville de Goyang), réduisant ainsi la taille administrative de la préfecture. En 1936, Keijō s'agrandit en annexant Yeongdeungpo du comté de Siehung (actuelle ville de Siheung) et en recombinant certaines parties des anciens districts de Gyeongseong (Sungin, Yeonghee, etc.) du comté de Goyang.
Son district central est le rue Honmachi (actuelle avenue de Chungmu-ro).

## Démographie
| Année | Population |
| ----- | ---------- |
| 1910  | 197 000    |
| 1920  | 251 000    |
| 1930  | 677 000    |
| 1940  | 1 142 000  |